# Stadio Skonto
Lo stadio Skonto (in lettone Skonto stadions) è uno stadio situato a Rīga, in Lettonia. Lo stadio ospita le partite casalinghe dello Skonto, una delle società più famose del paese. Ha una capienza di 10007 persone.

## Descrizione
È lo stadio più grande della Lettonia con 9500 posti. È stato inaugurato il 28 giugno 2000.
Ha ospitato anche concerti degli Aerosmith e dei Metallica.

## Uso
Oltre ad ospitare le partite interne dello Skonto, è la sede degli incontri ufficiali della Nazionale di calcio della Lettonia, nonché della selezione Under-21. Per l'inadeguatezza dello stadio Olimpico di Ventspils ha ospitato anche gli incontri europei del Ventspils.